# 中国西南地区

中国西南地区

在中国地理概念中，西南地区涵盖中国西南部的广大腹地，主要包括四川盆地、云贵高原和青藏高原南部地区。
在中国行政区划概念中，狭义的西南地区（亦称为大西南），即指传统的“西南三省”：川（四川省）、滇（云南省）、黔（贵州省）。其中，这里四川省在地理上的范围为中华民国时期的省域，不包括原西康省之辖域（含今雅安市、攀枝花市、甘孜藏族自治州和凉山彝族自治州），但包括今重庆市之辖域。
而行政区划中广义的西南地区则有“西南四省（区）”、“西南五省（区、市）”和“西南六省（区、市）”三个版本，其中后两种说法常出现在如今中国区域经济合作的相关活动之中。
- 中华人民共和国成立之初，曾在省级行政区划之上建立一级地方政府「大区」，其中西南行政区管辖当时的重庆市、川东行署区、川西行署区、川南行署区、川北行署区、贵州省、云南省、西康省、西藏地方和昌都地区等十个省级行政单位，直至1954年各大行政区被撤销。西南行政区的原十个省级行政单位经过历年的调整、合并，在1955年形成包含四川省、贵州省、云南省和西藏自治区（1955年设筹备委员会，1965年正式成立）共四个省级行政单位的区划格局，川、黔、滇、藏四地合称为“西南四省（区）”[1]。
- 1997年国务院设立重庆直辖市，西南地区持续稳定四十余年的三省一区的行政区划格局部分调整，在此之后重庆市与四川省、贵州省、云南省和西藏自治区合称为“西南五省（区、市）”。
- 改革开放后特别是近十年来，由于西部大开发战略的实施及西南出海大通道建设等诸多因素，本身地处华南地区西部的广西壮族自治区也经常与渝、川、黔、滇、藏五地合称为“西南六省（区、市）”。由于西藏独特的政治、经济和区位的条件，西南地区的区域经济合作大多数时候并未见西藏自治区的身影，因此西南五省（区、市）往往也指桂、渝、川、黔、滇五地。

西南地区是中国内部经济差距最大的地理大区，2016年，四川省GDP为32680.5亿元，西藏区GDP为1150亿元，重庆市GDP为17558.76亿元，云南省GDP为14869.95.91亿元，贵州省GDP为11734.43亿元。